# 1482
1482 (MCDLXXXII) a fost un an comun al calendarului iulian, care a început într-o zi de marți.

## Arte, științe, literatură și filozofie
- Este terminată decorarea Capelei Sixtine din Vatican, unde au lucrat Pietro Perugino și Sandro Botticelli.
- Sandro Botticelli începe pictura Nașterea Venerei (terminată în 1484).

## Nașteri
- 29 iunie: Maria de Aragon  (d. 1517)
- 18 iunie: Gheorghe Martinuzzi cardinal, guvernator al Transilvaniei (d. 1551)
- dată necunoscută: Neagoe Basarab domn al Țării Românești între 1512 și 1521 (d. 1521)
- 23 august: Jo Gwang-jo  (d. 1520)
- dată necunoscută: Bernardim Ribeiro  (d. 1552)
- dată necunoscută: Richard Aertsz  (d. 1577)

## Decese
- 27 martie: Maria de Burgundia, 25 ani, ducesă de Burgundia (n. 1457)
- 28 martie: Lucrezia Tornabuoni, 56 ani, nobilă italiană, mama lui Lorenzo de' Medici (n. 1425)
- 25 august: Margareta de Anjou, 52 ani, regină consort a Angliei (n. 1430)